# Markus Frank (Schauspieler)
Markus Frank (* 9. Dezember 1972 in Bad Kreuznach) ist ein deutscher Schauspieler.

## Leben
Markus Frank begann 1996 – nach Abitur und einem Sportstudium – das Schauspielstudium an der Hochschule für Musik und Theater Hamburg, welches er 2000 mit dem Schauspieldiplom erfolgreich abschloss.
Es folgte ein Engagement am Staatstheater Darmstadt, an dem er schon vor Studienbeginn als Statist arbeitete. Schon während seiner Studienzeit sammelte Markus Frank Dreherfahrungen bei Film- und Fernsehproduktionen. Seit 2002 arbeitet Markus Frank als freier Schauspieler.

## Filmografie (Auswahl)
- 1997: Funny Money
- 1998: Die Schule am See
- 2000: Die Pfefferkörner
- 2000: Die Rettungsflieger
- 2001: Stahlnetz
- 2002: Kleine Sünden
- 2004: Abseits
- 2005: Mimirsbrunnr
- 2006: Autostop
- 2007–2009: Wege zum Glück
- 2009: Das Traumschiff
- 2009: Unser Charly
- 2010: Familiengeheimnisse
- 2010: Toilet Stories
- 2011: Rauch
- 2014: Die Abschaffung
- 2014: SOKO Wismar
- 2015: Die Pfefferkörner
- 2021: Plötzlich so still
- 2021: SOKO Hamburg: Das letzte Spiel (Fernsehserie)
- 2022: Freunde sind mehr – Zur Feier des Tages (Fernsehreihe)
- 2023: Tatort: Verborgen (Fernsehreihe)

## Theater-Engagements
- 1998: Hamburger Kammerspiele, (Gast)
- 1998: Theater an der Winkelwiese, Zürich, (Gast)
- 1999: Kampnagel Hamburg, (Gast)
- 1999: Thalia in der Kunsthalle, (Gast)
- 2000–2002: Staatstheater Darmstadt
- 2002–2003: Bühnen Köln
- 2004: Sophiensaele Berlin, (Gast)
- 2004: Theater Oberhausen, (Gast)
- 2005: Staatstheater Kassel, (Gast)
- 2006: Schauspiel Leipzig, (Gast)
- 2007: Theaterhaus Stuttgart, Burgfestspiele Bad Vilbel
- 2009: Theaterhaus Stuttgart, Kontraste Theater Hamburg
- 2011–12: Konzertdirektion Landgraf
- 2013: Grenzlandtheater Aachen
- 2014: Kammerspiele Hamburg
- 2015: Altonaer Theater Hamburg
- 2016: Kammertheater Karlsruhe

## Auszeichnungen
- 2000: Ensemble Hauptpreis beim Schauspielschultreffen deutschsprachiger Schauspielschulen, Potsdam
- 2007: Stuttgarter Theaterpreis: Publikumspreis und Preis für die beste darstellerische Leistung für die freie Theatergruppe „Fliegen ab Stuttgart“
- 2011: INTHEGA Preis "Neuberin", 1. Platz für Verbrennungen